# 甘扎萨尔修道院
甘扎萨尔修道院，一座10世纪至13世纪的亚美尼亚僧院，位于阿塞拜疆的克尔巴贾尔区万克村的附近，该地曾属事实上的纳戈尔诺-卡拉巴赫共和国马尔达凯特区。“甘扎萨尔”在亚美尼亚语中的含义为“宝藏之山”或“山顶宝藏”。该院据信藏有圣若翰洗者和他父亲撒迦利亚的圣髑。
该院是亚美尼亚使徒教会埃奇米阿津教廷任命的阿尔察赫大主教（Archbishop of Artsakh）的驻地。

## 历史与建筑

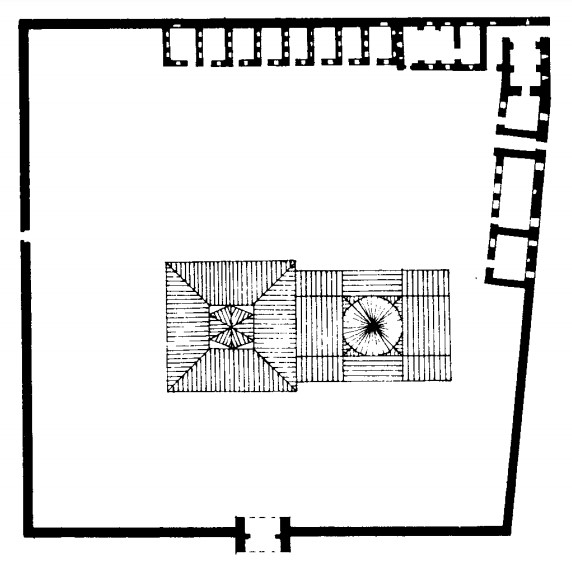
修道院平面图

早在10世纪就曾有甘扎萨尔的修道院被提及。甘扎萨尔的圣若翰洗者修道院是在1216年由哈琴大公哈桑贾拉勒·道拉捐资建造的，1238年修建完成，1240年祝圣。
该院建筑群被高墙围绕，其间有建于1216年至1238年的圣若翰洗者教堂（Սուրբ Յովհաննու Մկրտիչ եկեղեցի）。教堂穹顶的鼓形墙壁上雕刻有精美的浮雕，浮雕内容有耶稣受难十字架、亚当与夏娃，以及两个牧师将教堂模型举过头顶献给上帝的形象等。这些浮雕足以与阿克达玛大教堂的精美雕刻相媲美，并且很多艺术史学家认为该院是亚美尼亚式建筑的杰出代表之一。前苏联杰出的中世纪艺术史学家Anatoly L. Yakobson将该院描述为“
建筑艺术的珍珠……这是中世纪建筑和雕塑的一个独一无二的丰碑，应当被视为13世纪亚美尼亚艺术的一个百科全书。”
甘扎萨尔的教堂与同样建于13世纪中叶的另外两座亚美尼亚修道院——Hovhannavank修道院和Harichavank修道院——的教堂在建筑形式上有很多共同之处。

## 图集

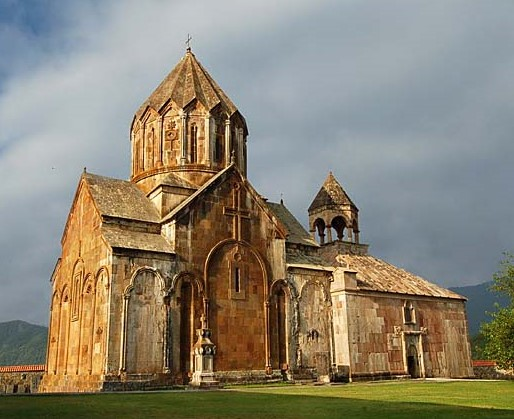
教堂外景
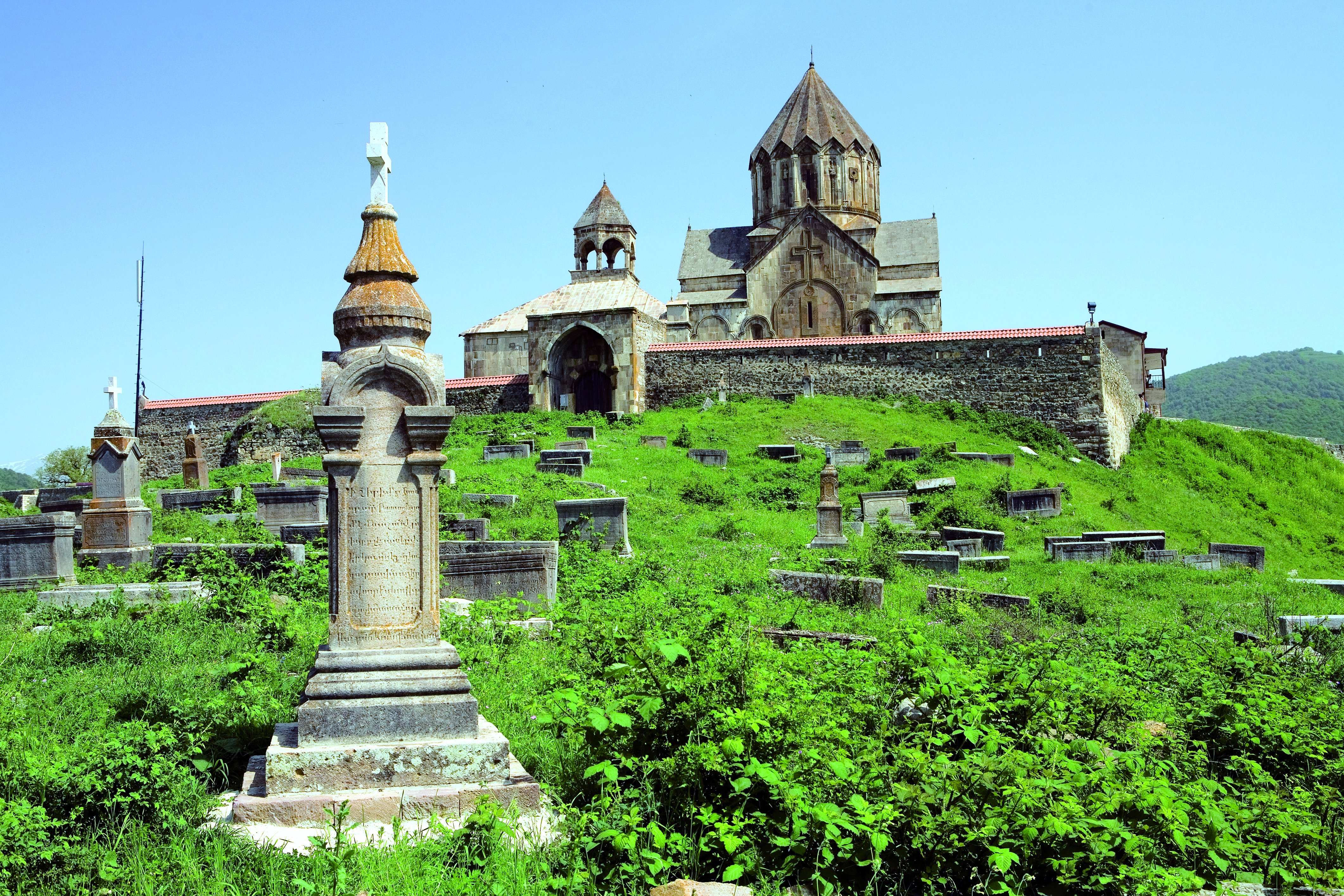
建筑群
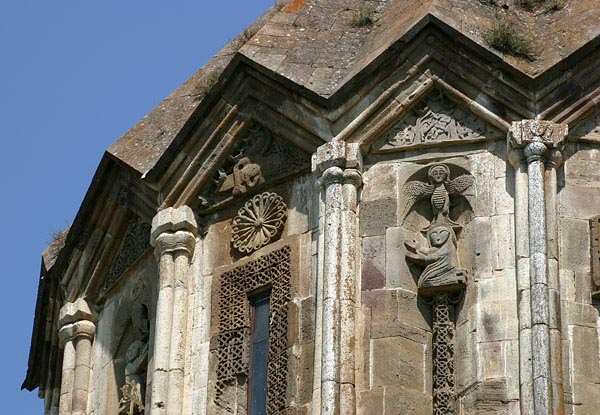
教堂穹顶
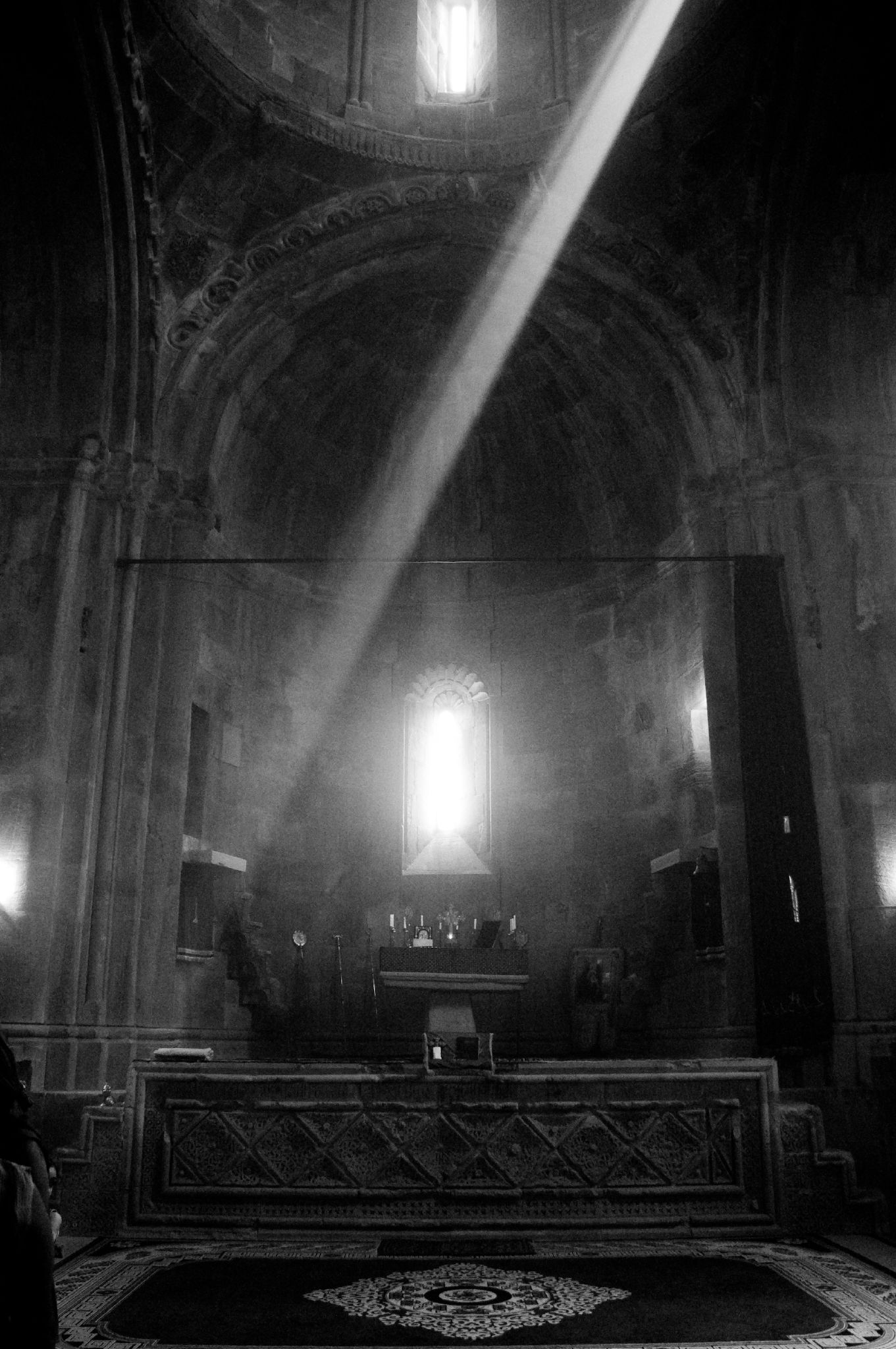
教堂内景
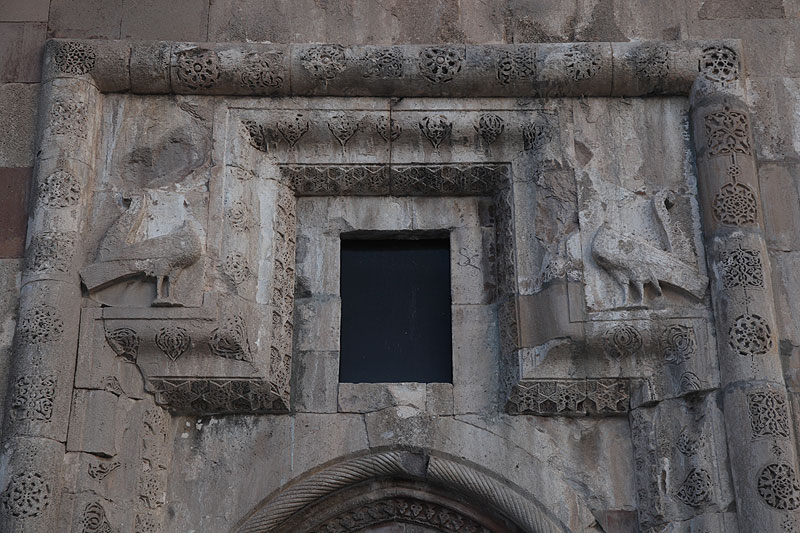
浅浮雕
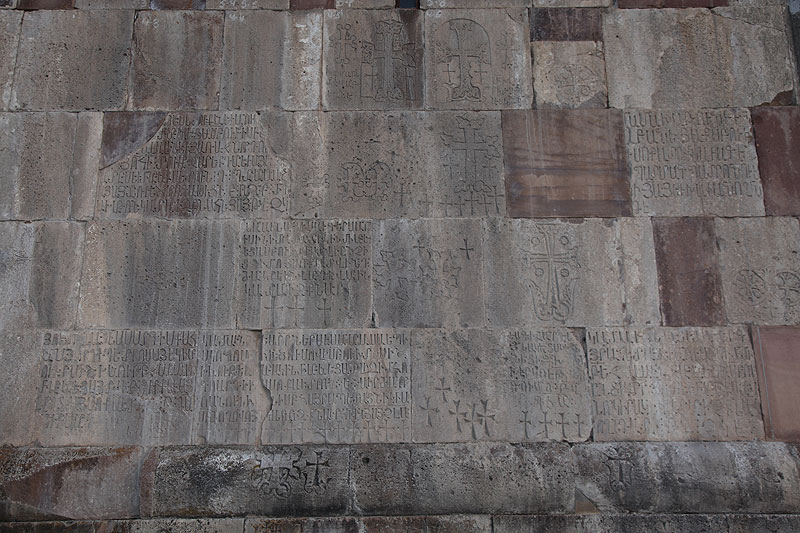
墙上的中世纪碑文
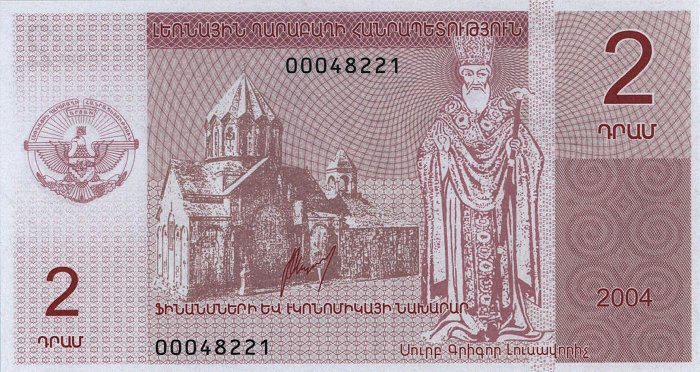
纳卡2德拉姆纸币正面
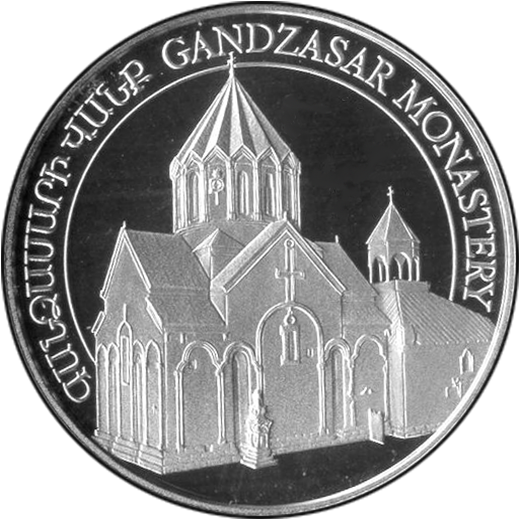
亚美尼亚2004年的一枚黄金纪年币
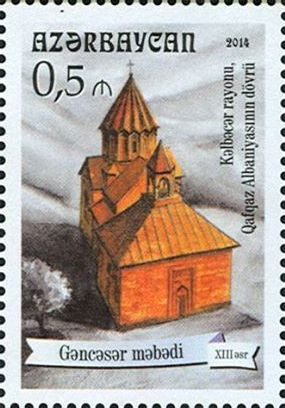
阿塞拜疆邮票

## 深入阅读
- （俄文） Yakobson, Anatoly L. "From the History of Medieval Armenian Architecture: the Monastery of Gandzasar", in: Studies in the History of Culture of the Peoples in the East. Moscow-Leningrad. 1960.